# Plexo venoso prostático
O plexo venoso prostático é um plexo venoso da pelve.